# New York Guard
I New York Guard sono stati una franchigia di pallacanestro della AABA, con sede a Westchester, nello Stato di New York, attivi nella stagione 1978.
Terminarono il loro unico campionato con un record di 4-5. Scomparvero dopo il fallimento della lega.

## Stagioni
| Stagione | Lega | Denominazione  | V | P | %    | Piazzamento | Play-off |
| -------- | ---- | -------------- | - | - | ---- | ----------- | -------- |
| 1978     | AABA | New York Guard | 4 | 5 | 44,4 | 3º          |          |